# Teià
Teià település Spanyolországban, Barcelona tartományban. Lakosainak száma 6818 fő (2024).

## Földrajza
Teià Alella, El Masnou, Vallromanes, Premià de Dalt és Premià de Mar községekkel határos.

## Testvértelepülések
- Massarosa

## Népesség
A település lakosságának változását az alábbi diagram mutatja:
| Lakosok száma | 689  | 1210 | 1573 | 1715 | 2893 | 5751 | 6087 | 6141 | 6397 | 6818 |
|               | 1717 | 1887 | 1936 | 1960 | 1986 | 2004 | 2009 | 2014 | 2019 | 2024 |